# Hans Vermeulen
Hans Vermeulen (Voorburg, 18 september 1947 – Ko Samui, 9 november 2017) was een Nederlandse zanger, componist, producer, gitarist en toetsenist.

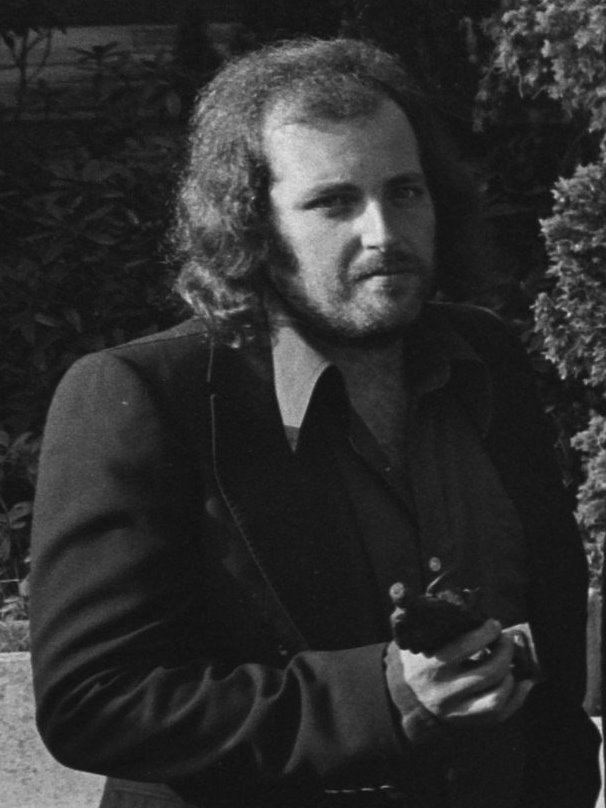
Vermeulen met Edison (1977)

## Biografie
Vermeulen begon in 1961 met de band Sandy Coast, waarmee hij bekende hits als I see your face again, True love that's a wonder, Just a friend, Capital Punishment en Summertrain scoorde. In de jaren '70 ging de band uit elkaar en richtte Vermeulen Rainbow Train op, waarin onder meer zijn toenmalige echtgenote Dianne Marchal zong. Over haar schreef hij later het nummer Hilde. In die periode stond Vermeulen als producer ook aan de wieg van de successen van onder meer Margriet Eshuijs en Anita Meyer. Op de single Stars on 45 nam hij de zangpartijen van George Harrison voor zijn rekening.
Begin jaren '80 maakte Sandy Coast een comeback, waarbij ze met The eyes of Jenny na acht jaar weer een hit scoorden. Dit nummer werd in tientallen landen uitgebracht. Eind jaren '80 volgde wederom een comeback en een nieuw album. Vermeulen ontdekte in de jaren '80 onder meer Nadieh, Ruth Jacott en Hans de Booij. Met Ruth Jacott kwam het duet Teygo Makandra uit dat een hit werd.
In de jaren '90 ging het bergafwaarts met Vermeulens carrière. Hij emigreerde naar Thailand, waar hij woonde op het eiland Ko Samui en hertrouwde met de Thaise zangeres Jariya Chatsuwan. Eind jaren '90 bracht hij een album uit met Nederlandstalige nummers. Het lied Een kus en een knuffel, een bewerking van het nummer Butterfly Kisses van Bob Carlisle en Randy Thomas, werd een kleine hit. In 1994 en 2000 deed hij een bescheiden project onder de naam The Rest. In 2001 trad hij samen met Marlayne en City to City op in het televisieprogramma De Vrienden van Amstel LIVE! Dit leidde in 2002 tot een optreden met het Metropole Orkest onder leiding van Dick Bakker, waar Vermeulen onder meer samen met Marlayne optrad.
Vermeulen overleed op 70-jarige leeftijd onverwacht aan een hartstilstand. Hij ontving onder meer een Gouden Harp en een Edison. Zijn zoon David Vermeulen werd ook muzikant.

## Discografie

### Singles
| Single met eventuele hitnotering(en) in de Nederlandse Top 40 | Datum van verschijnen | Datum van binnenkomst | Hoogste positie | Aantal weken | Opmerkingen                                                                     |
| ------------------------------------------------------------- | --------------------- | --------------------- | --------------- | ------------ | ------------------------------------------------------------------------------- |
| Should I be lonely                                            | 1976                  | 05-06-1976            | tip             | -            |                                                                                 |
| I couldn't stay away from you                                 | 1976                  | 13-11-1976            | tip             | -            |                                                                                 |
| You are my everything                                         | 1979                  | 17-03-1979            | tip             | -            | met Anita Meyer                                                                 |
| Hilde                                                         | 1982                  | 20-11-1982            | tip             | -            |                                                                                 |
| Teygo Makandra                                                | 1989                  | 19-05-1990            | tip             | -            | met Ruth Jacott / Nr. 60 in de Nationale Top 100                                |
| Teygo Makandra                                                | 1992                  | 24-10-1992            | 20              | 4            | met Ruth Jacott / Nr. 27 in de Nationale Top 100 / Veronica Alarmschijf Radio 3 |
| Een kus en een knuffel                                        | 1998                  | 14-02-1998            | tip             | -            | Nr. 60 in de Mega Top 100                                                       |